# Marek Stankiewicz
Marek Jacek Stankiewicz (ur. 25 kwietnia 1948 w Sochaczewie) – polski profesor nauk ekonomicznych, zajmujący się zarządzaniem strategicznym przedsiębiorstw.

## Życiorys
W 1965 roku ukończył Liceum im. Ziemi Kujawskiej we Włocławku. Następnie podjął studia ekonomiczne z zakresu organizacji i zarządzania na Uniwersytecie Łódzkim, które ukończył w roku 1969. Dziesięć lat później obronił pracę doktorską zatytułowaną Wpływ postępu technicznego na strukturę zatrudnienia w przedsiębiorstwie przemysłowym. Rozprawę habilitacyjną pt. Metody inwentyczne w rozwiązywaniu problemów strategicznych przedsiębiorstwa przemysłu. W 2002 roku uzyskał tytuł profesora.
Jest członkiem Polskiej Akademii Nauk, Towarzystwa Naukowego w Toruniu i Polskiego Towarzystwa Ekonomicznego.
Był pracownikiem Uniwersytetu Łódzkiego w latach 1969–1972. Od 1972 jest pracownikiem Uniwersytetu Mikołaja Kopernika w Toruniu, gdzie pełnił funkcję prorektora w latach 1996–1999. Od 1990 roku jest członkiem Senatu uczelni. Jest kierownikiem Katedry Podstawowych Problemów Zarządzania na Wydziale Nauk Ekonomicznych i Zarządzania, którego był dziekanem w latach 1990–1996. Od 1 stycznia 2014 rektor Wyższej Szkoły Bankowej w Toruniu.

## Odznaczenia
- Nagroda Ministerstwa Nauki, Szkolnictwa Wyższego i Techniki (1982)
- Medal Komisji Edukacji Narodowej (1988, 2003)